# Залуги
Залуги — деревня в Ступинском районе Московской области в составе Семёновского сельского поселения (до 2006 года входила в Хатунский сельский округ). На 2016 год в Залугах одна улица — Лебедевская. 
Впервые в исторических документах селение упоминается в 1709 году. В 1898—1899 годах в деревне была построена кирпичная часовня (приписанная к церкви в селе Хатунь). В настоящее время часовня в заброшенном состоянии.

## Население
| 2002 | 2006 | 2010 |
| ---- | ---- | ---- |
| 7    | ↘4   | ↗6   |

Залуги расположено в западной части района, на безымянном ручье, правом притоке реки Лопасня, высота центра деревни над уровнем моря — 166 м. Ближайшие населённые пункты: Кубасово — примерно в 1,5 км на восток, Антипино — в 1,7 км на юго-восток, Починки — около 1,2 км на юг.